# Штайнбергкірхе
Штайнбергкірхе (нім. Steinbergkirche), також Стенб'єргкірке (дан. Stenbjergkirke) — громада в Німеччині, розташована в землі Шлезвіг-Гольштейн. Входить до складу району Шлезвіг-Фленсбург. Складова частина об'єднання громад Гельтінгер-Бухт.
Площа — 35,75 км2. Населення становить 2712 ос. (станом на 31 грудня 2020).

## Галерея

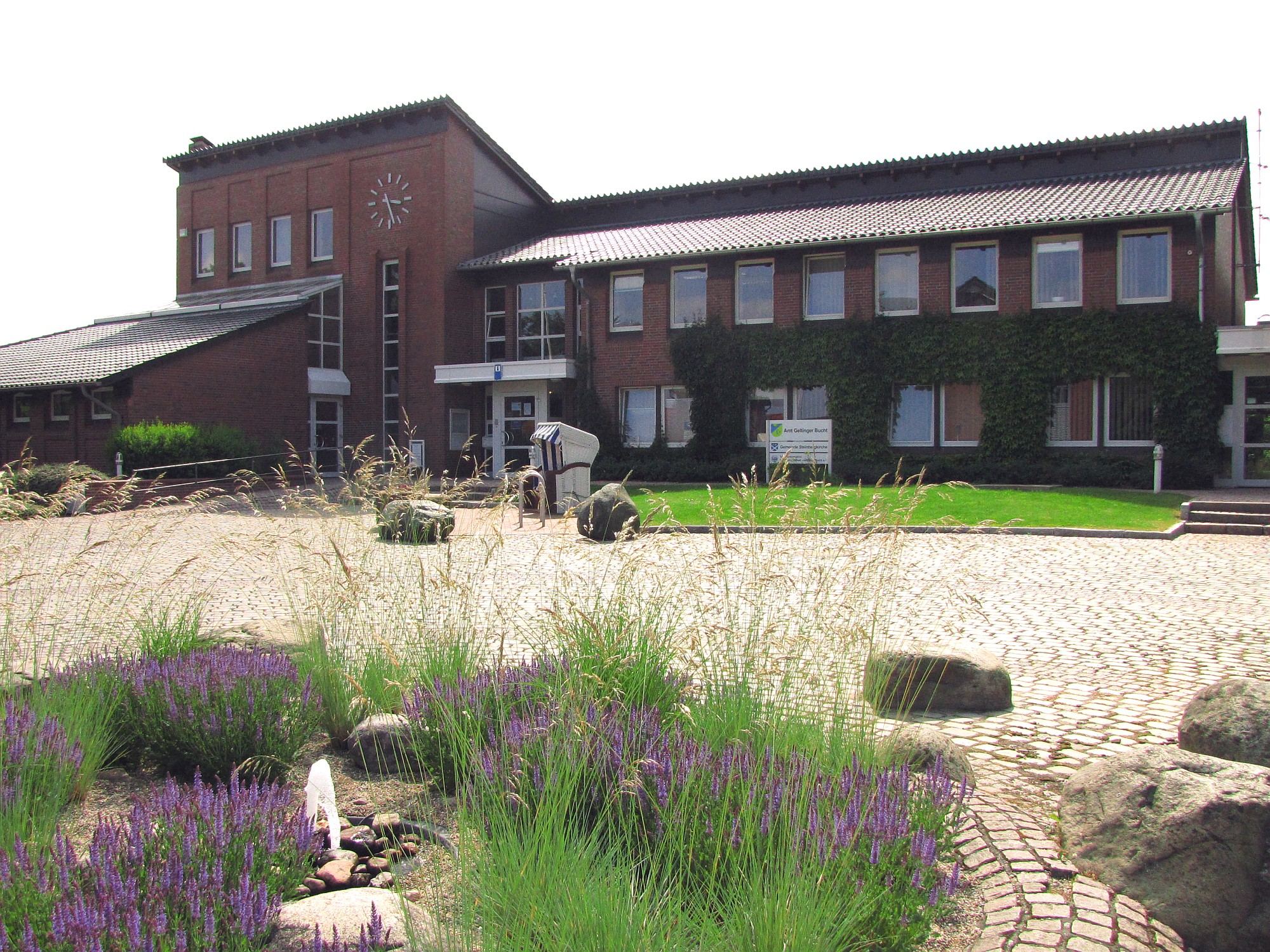
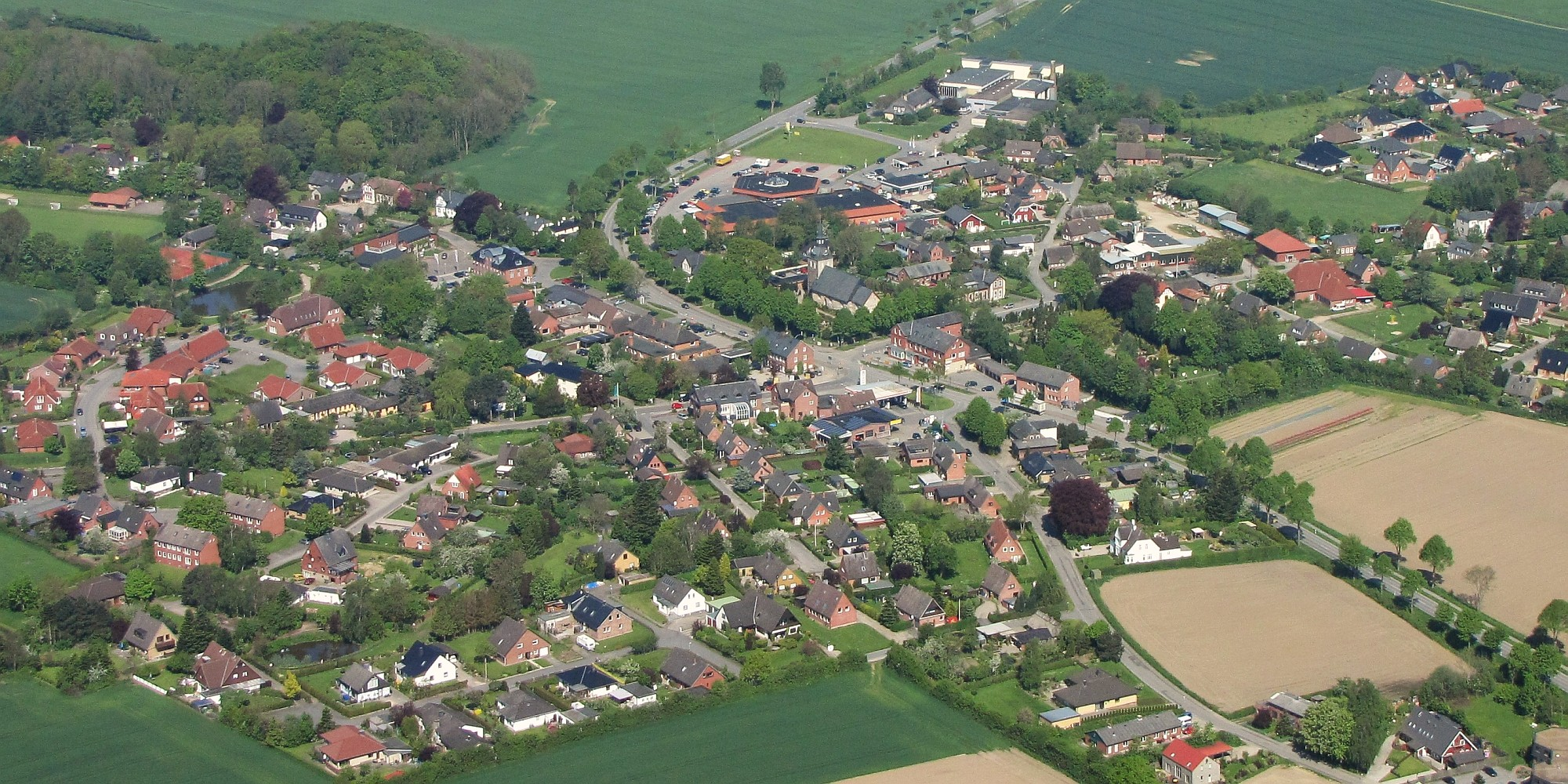
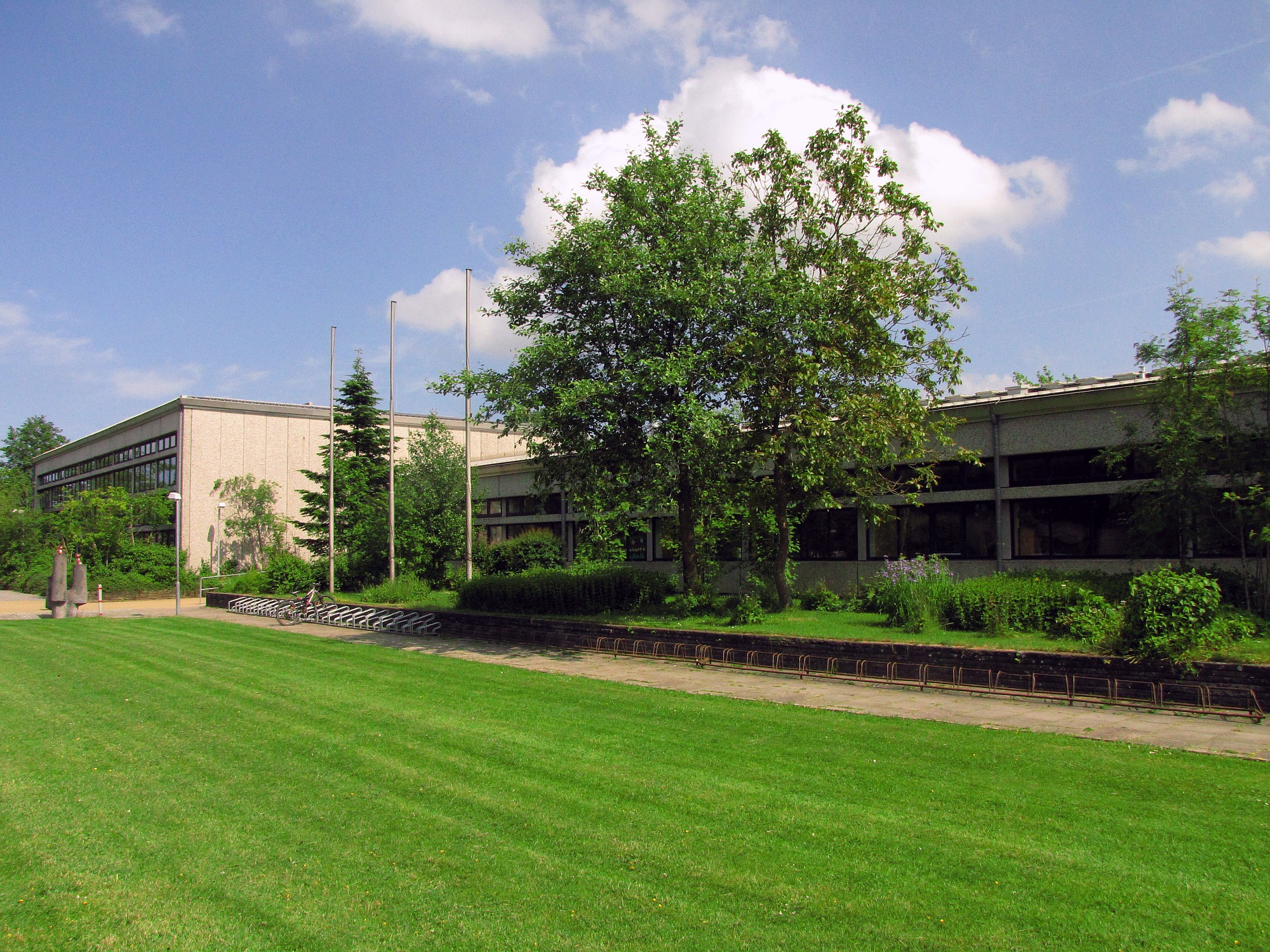
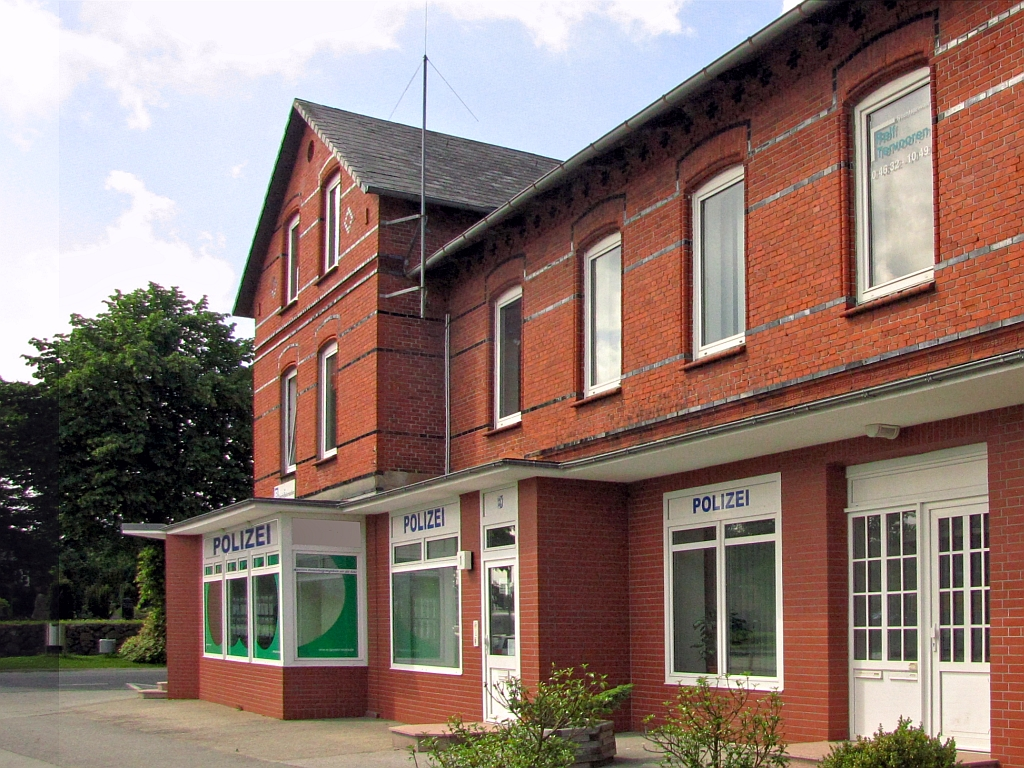
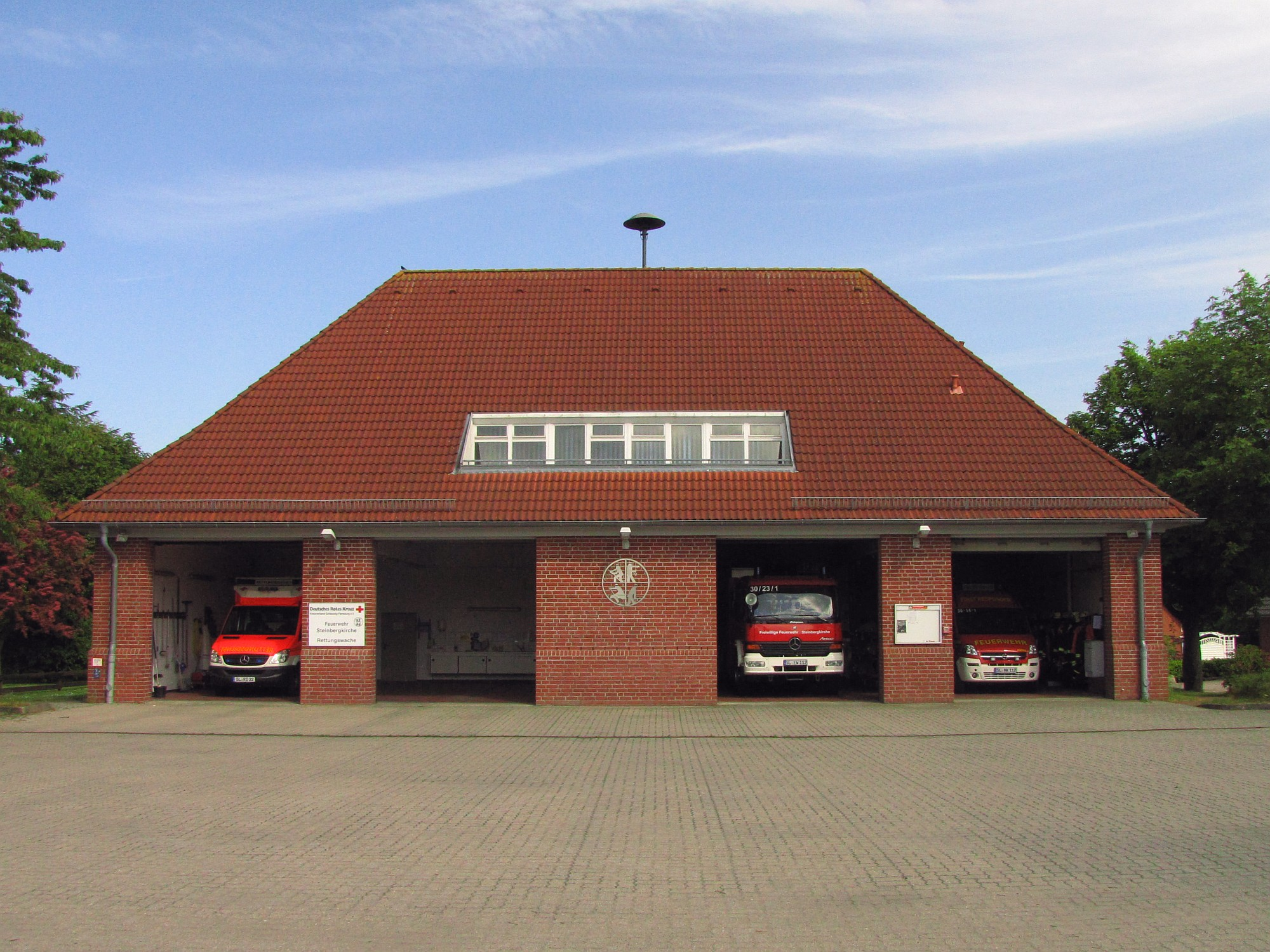